# Szlachetna Nowa Cerkiew
Szlachetna Nowa Cerkiew – kolonia w Polsce położona w województwie pomorskim, w powiecie chojnickim, w gminie Chojnice w pobliżu trasy drogi krajowej nr 22.   Miejscowość jest częścią składową sołectwa Nowa Cerkiew.
W latach 1975–1998 miejscowość administracyjnie należała do województwa bydgoskiego.

## Zabytki
Według rejestru zabytków NID na listę zabytków wpisany jest zespół dworski z 2 poł. XIX w., nr rej.: 128/A z 15.12.1983: dwór, park i szpaler lipowy.